# Mia Rose (actriz porno)
Mia Rose (Sutton-Alpine, Alaska; 30 de marzo de 1987) es una actriz pornográfica estadounidense, que se incorporó la industria pornográfica desde 2006 con la edad de 19 años. Es la hermana menor de Ava Rose.
Mia y Ava eran estríperes en Reno (Nevada), antes de entrar a la industria pornográfica. Fueron contactadas para hacer películas para adultos por un agente a través de MySpace. Ha estado junto a su hermana en algunas escenas porno, pero nunca han tenido sexo juntas.
En una entrevista con Howard Stern, Mia reveló que ella no puede llegar al clímax sexual con el solo estímulo de su clítoris, sino que solamente con la penetración.
En junio de 2006 se sometió a una cirugía plástica en su nariz para aerodinamizarla y mejorar su respiración.

## Premios
- 2006 Nominada en los Premios XRCO - Cream Dream.
- 2007 Nominada en los Premios AVN - Mejor nueva estrella.
- 2007 Nominada en los Premios AVN - Mejor escena de sexo anal.
- 2007 Nominada en los Premios Adultcon - Mejor actriz en escena de sexo anal.